# 세종특별자치시교육청
세종특별자치시교육청(世宗特別自治市敎育廳, Sejong City Office of Education)은 대한민국 세종특별자치시의 교육에 관한 사무를 담당하는 지방교육행정기관이다. 2012년 세종특별자치시의 출범과 함께 대한민국의 17번째 시·도교육청으로 설립되었으며, 시·도교육청 중 최초의 단층형 교육청이다. 세종특별자치시교육감은 차관급 지방교육직공무원으로 보한다. 세종특별자치시 한누리대로 2154에 위치해 있다.

## 연혁
- 1952년: 연기군교육위원회 설치.
- 1962년: 연기군교육위원회 폐지. 소관 사무는 충청남도청 교육국으로 이관.
- 1964년: 충청남도교육위원회 소속 연기군교육장 설치.
- 1991년 3월: 충청남도연기교육청으로 개칭
- 2010년 9월: 충청남도연기교육지원청으로 개칭
- 2012년 7월: 세종특별자치시교육청으로 개편.
- 2014년: 보람동 신청사로 이전.[1]

## 조직
| 국                     | 담당관실·과                                                            |
| 교육감 산하 하부조직   | 교육감 산하 하부조직                                                   |
| ---------------------- | ---------------------------------------------------------------------- |
|                        | - 소통담당관실                                                         |
| 부교육감 산하 하부조직 |                                                                        |
|                        | - 감사관실                                                             |
| 기획조정국             | - 정책기획과 - 조직예산과 - 교육협력과 - 학교안전과                    |
| 교육정책국             | - 미래교육과 - 유초등교육과 - 중등교육과 - 교원정책과 - 민주시민교육과 |
| 교육행정국             | - 운영지원과 - 행정지원과 - 교육복지과 - 교육시설과                    |

### 직속기관
- 세종특별자치시교육원

## 관할 교육기관

### 특수학교
| - 세종누리학교 |

### 고등학교
| - 고운고등학교 - 다정고등학교 - 도담고등학교 - 두루고등학교 - 성남고등학교 | - 새롬고등학교 - 세종고등학교 - 세종국제고등학교 - 세종여자고등학교 - 세종예술고등학교 | - 세종예술고등학교 - 세종하이텍고등학교 - 소담고등학교 - 양지고등학교 - 아름고등학교 | - 종촌고등학교 - 한솔고등학교 - 해밀고등학교 |

### 중학교
| - 가득중학교 - 고운중학교 - 금호중학교 - 다정중학교 - 도담중학교 | - 두루중학교 - 반곡중학교 - 보람중학교 - 부강중학교 - 새뜸중학교 | - 새롬중학교 - 새움중학교 - 세종중학교 - 소담중학교 | - 아름중학교 - 양지중학교 - 어진중학교 - 연동중학교 | - 연서중학교 - 양지중학교 - 전의중학교 - 조치원중학교 | - 종촌중학교 - 한솔중학교 - 해밀중학교 |

### 초등학교
| - 가락초등학교 - 가득초등학교 - 감성초등학교 - 고운초등학교 - 글벗초등학교 - 금남초등학교 - 나래초등학교 - 다빛초등학교 | - 다정초등학교 - 대평초등학교 - 도담초등학교 - 두루초등학교 - 미르초등학교 - 반곡초등학교 - 보람초등학교 - 부강초등학교 | - 빛찬초등학교 - 새롬초등학교 - 새뜸초등학교 - 새움초등학교 - 세종도원초등학교 - 소정초등학교 - 수왕초등학교 - 쌍류초등학교 | - 아름초등학교 - 양지초등학교 - 여울초등학교 - 연남초등학교 - 연동초등학교 - 연봉초등학교 - 연서초등학교 | - 연세초등학교 - 연양초등학교 - 온빛초등학교 - 으뜸초등학교 - 의랑초등학교 - 장기초등학교 - 전동초등학교 - 전의초등학교 | - 조치원교동초등학교 - 조치원대동초등학교 - 조치원명동초등학교 - 조치원신봉초등학교 - 종촌초등학교 - 참샘초등학교 - 한솔초등학교 - 해밀초등학교 |

### 유치원
| - 대동초교 병설유치원 - 명동초교 병설유치원 - 교동초교 병설유치원 - 신봉초교 병설유치원 - 연동초교 병설유치원 - 세종도원초교 병설유치원 - 연서초교 병설유치원 | - 쌍류초교 병설유치원 - 연봉초교 병설유치원 - 연남초교 병설유치원 - 금남초교 병설유치원 - 감성초교 병설유치원 - 전의초교 병설유치원 - 소정초교 병설유치원 | - 전동초교 병설유치원 - 장기초교 병설유치원 - 의랑초교 병설유치원 - 부강초교 병설유치원 - 참샘유치원 - 한솔유치원 - 도담유치원 | - 연세유치원 - 미르유치원 - 아름유치원 - 연양유치원 - 가온유치원 - 성모유치원 - 전의유치원 | - 아이마루유치원 - 나래유치원 - 양지유치원 - 새롬유치원 - 글벗유치원 - 가득유치원 - 새뜸유치원 | - 한빛유치원 - 다정유치원 - 둥지유치원 - 새움유치원 - 빛찬유치원 - 기린유치원 - 대평유치원 |

## 같이 보기
- 세종특별자치시교육감
- 세종특별자치시 부교육감
- 대한민국 교육부
- 세종특별자치시청
- 세종특별자치시의회